# PBCore
El PBCore (Public Broadcasting Metadata Dictionary Project) és un esquema de metadades d'ús lliure, creat específicament per als continguts d'àudio i de vídeo. Aquest programari el va finançar la Corporació per a la Difusió Pública (Corporation for Public Broadcasting) dels Estats Units d'Amèrica per tal que el poguessin utilitzar els proveïdors de televisió, ràdio i web, per a descriure i utilitzar els continguts multimèdia i amb la finalitat de facilitar la recuperació i compartició d'aquests recursos entre col·legues, institucions, socis de producció, particulars, etc.

## Versions
La darrera versió publicada de PBCore és la 2.1. i es pot utilitzar com:
- una guia per a la catalogació o descripció de continguts audiovisuals
- un model per a la construcció de bases de dades/aplicacions personalitzades
- una guia per a la identificació d'un conjunt de vocabularis, per camps que descriuran els actius audiovisuals
- un model de dades per a un sistema de gestió de col·leccions que sigui configurable (Omeka,[4] Collective Access,[5] etc.)
- una guia per a la creació de fulls de càlcul d'inventari
- una eina d'intercanvi (importació i exportació) entre aplicacions

Per a conèixer l'evolució històrica d'aquest programari es pot consultar el PBCore Revision History.

## Elements
PBCore està construït sobre la base del Dublin Core (ISO 15836), un estàndard internacional per a la localització de recursos i ha estès Dublin Core mitjançant l'addició d'una sèrie d'elements específics per als continguts audiovisuals.
La llista d'elements de PBCore 2.1. està formada pels tipus següents:

### Elements de Classes de Contingut
1. Elements arrel (Elements)
2. Contingut intel·lectual (Intellectual Content)
3. Propietat intel·lectual (Intellectual Property)
4. Extensions (Extensions)
5. Instanciació (Instantiation)

### Element Jeràrquic
Els elements en un document XML han d'aparèixer en un cert ordre i jerarquia i es pot consultar la llista d'elements jeràrquics a Element Hierarchy
Per als elements de versions prèvies, consultar la Guia de l'usuari de PBCore v.1.1.

## Atributs
La llista d'atributs de PBCore 2.1. és la següent:
| - Affiliation - affiliationAnnotation - affiliationRef - affiliationVersion - annotation - annotationType - collectionDate - collectionDescription - collectionRef - collectionSource - collectionTitle - dateType - descriptionType - descriptionTypeAnnotation - descriptionTypeRef - descriptionTypeSource | - descriptionTypeVersion - endTime - partType - partTypeAnnotation - partTypeRef - partTypeSource - partTypeVersion - portrayal - ref - schema location - segmentType - segmentTypeAnnotation - segmentTypeRef - segmentTypeSource - segmentTypeVersion - source | - startTime - subjectType - subjectTypeAnnotation - subjectTypeRef - subjectTypeSource - subjectTypeVersion - timeAnnotation - titleType - titleTypeAnnotation - titleTypeRef - titleTypeSource - titleTypeVersion - unitsOfMeasure - version - xmlns - xsi |

## Exemples de registres XML
A la web oficial de PBCore hi trobarem una llista d'exemples de registres XML dels tipus següents:
1. Registre d'una instanciació simple
2. Document descripció simple
3. Col·lecció PBCore
4. PBCore en un registre METS
5. PBCore en la configuració de la preservació digital
6. Utilitzar PBCore per a la gestió de continguts
7. Utilitzar PBCore per a la descripció d'arxius

## Recursos PBCore Community
El 31/03/2011, l'equip de PBCore va decidir crear un repositori públic a GitHub, la darrera versió actualitzada és GitHub PBCore 2.1, i una mica més tard, el 31/07/11, la llista de discussió va migrar a la plataforma oberta de Google: PBCore Talk.